# Аспалатус лінійний

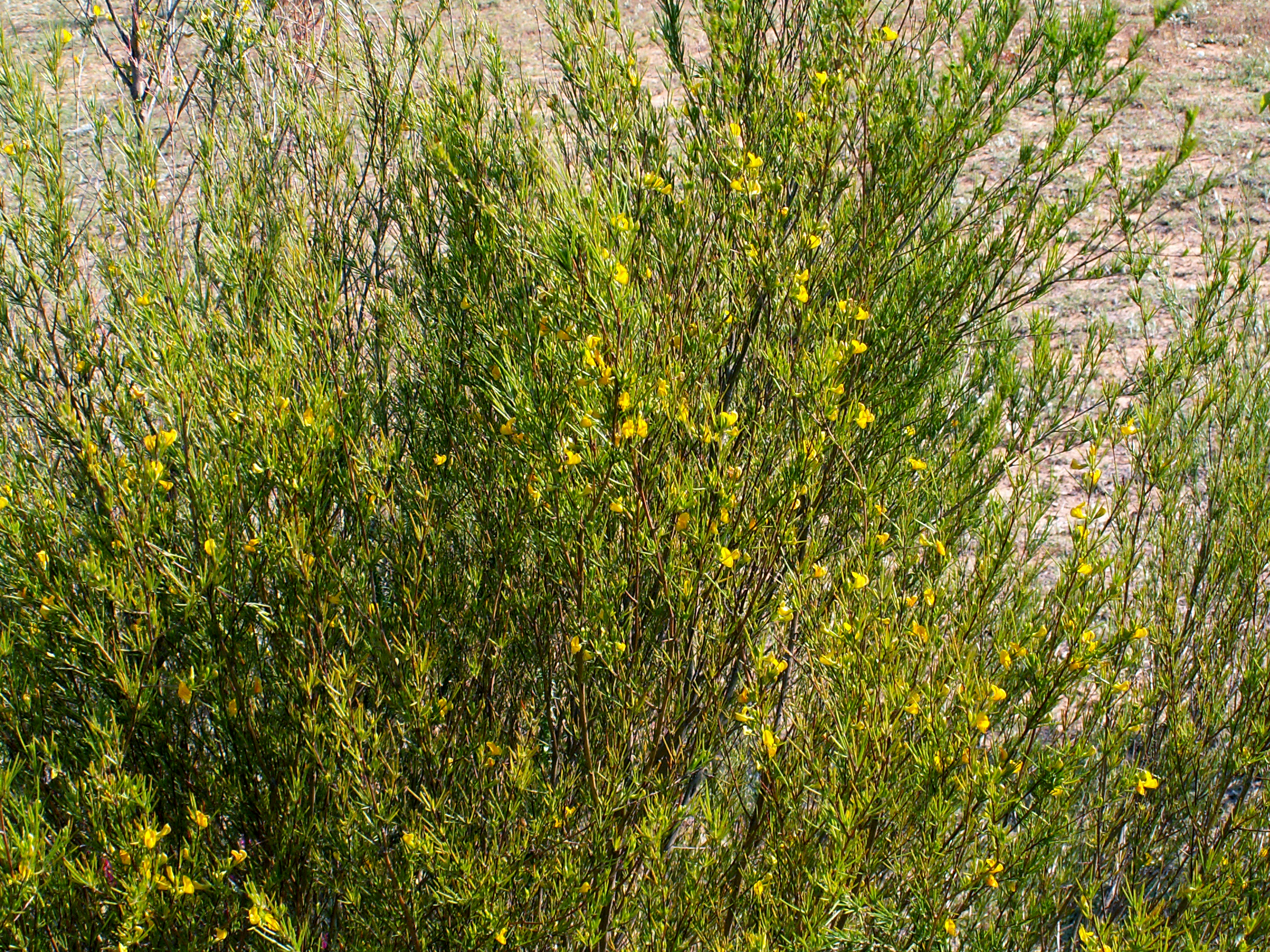
Кущі

Рóйбуш — (афр. rooibos, «червоний кущ», лат. Aspalathus linearis чагарник із родини бобових, що росте в Африці, а також напій, отриманий настоюванням листя і шматочків гілочок цього чагарника у гарячій воді.

## Опис
Рослина є кущем із центральним гладким стовбуром, на якому вже біля поверхні землі ростуть однаково сильні гілки, а від них відгалужуються тонші, покриті тонкими, гострими, м'якими, схожими на голки листками завдовжки близько 10 мм, які ростуть поодиноко або пучками. Рослина досягає висоти 1—1,5 м. Її латинська назва — Aspalathus linearis, вона належить до родини бобових. Росте на півдні Африки, в горах Седерберг (Cederberg), 300 км від Кейптауна. Ройбуш як рослину описав у 1772 році відомий спеціаліст із Південної Африки, ботанік Карл Петер Тунберг.
Ройбуш здавна використовувався для приготування однойменного напою. Збирати його листя, схоже на голки, яке дає при заварюванні дуже приємний ароматний і цілющий настій, першими здогадались готтентоти койкоїни, корінні мешканці тих місць. Ройбуш став тим, чим в інших регіонах є чай, кава, мате — щоденним тонізуючим безалкогольним напоєм.

## Виробництво
З європейців із ройбушем першими познайомились голландці, пізніше він став відомим практично у всіх частинах світу. Розповсюдження ройбуша в Європі почалося в перші роки XX ст.. Тепер ройбуш вирощується в ПАР у промислових масштабах. Вся долина Седерберг зайнята плантаціями ройбуша. Річне виробництво становить близько 12000 т, з них 6000 т йде на експорт. Половина експортованого об'єму споживається Німеччиною. Робились спроби вирощувати ройбуш у Південній Америці і Австралії, але успіхом вони не увінчалися.
На виробництво йдуть кущі віком 1,5 роки. З кущів зрізають тонкі гілки, на фабриці їх подрібнюють, після чого проводять ферментацію (аналогічно як під час виробництва чаю) — сировину викладають на горизонтальну поверхню, поливають водою і залишають на декілька годин під сонцем. Після ферментації застосовують швидке сушіння (використовуються вакуумні сушильні агрегати), сортування, пастеризацію, фасування. Фасують ройбуш як і чай — або розсипом у пакети і коробки, або в одноразові заварювальні пакетики.

## Приготування напою

### Заварювання

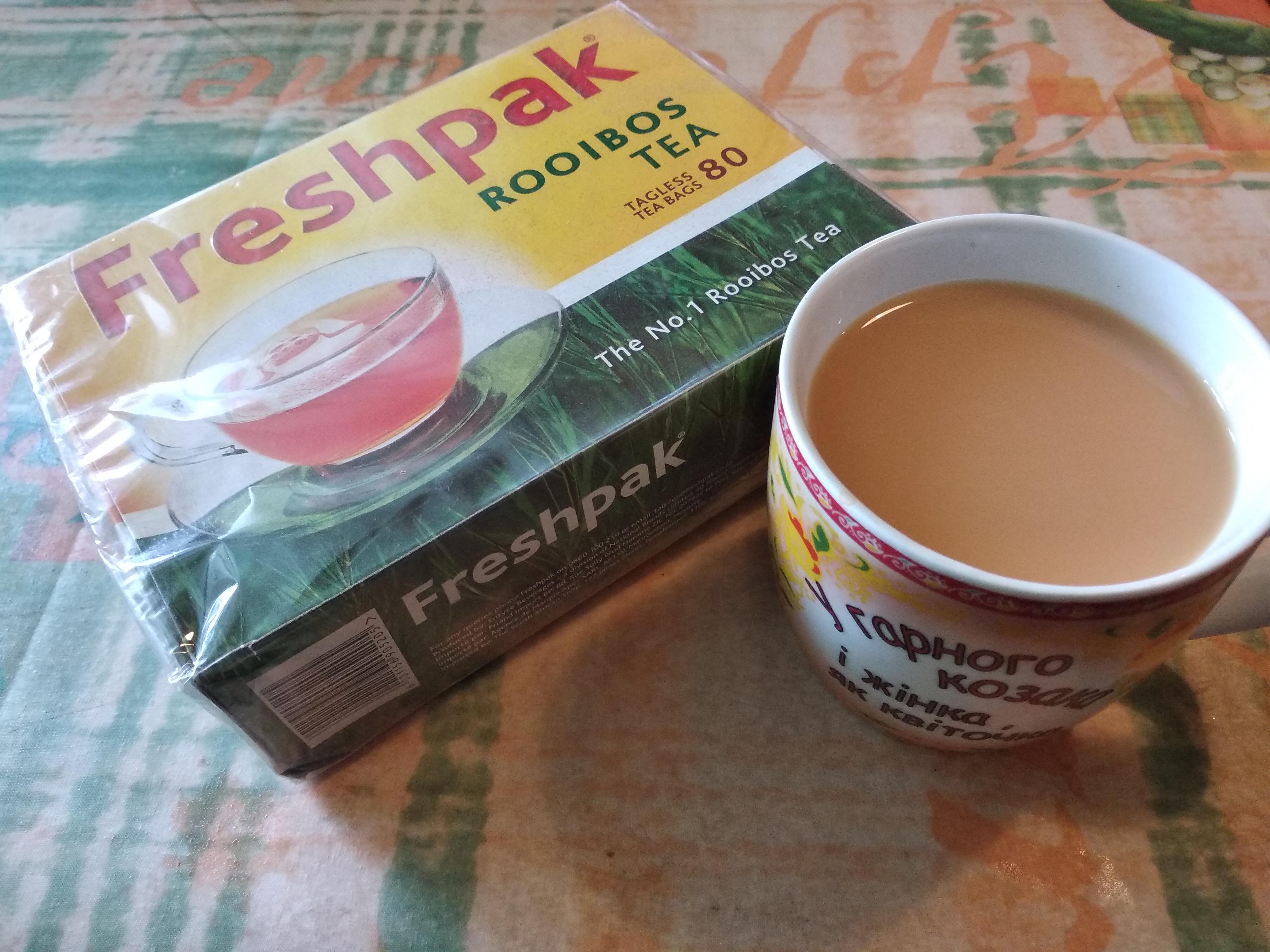
Коробка з чаєм ройбуш у пакетах та заварений чай із молоком у горняті

Ройбуш заварюють у звичайному запарювальному чайнику (порцеляновому, фаянсовому, глиняному). Процес запарювання ройбуша досить простий — його треба залити окропом і витримати не менше п'яти хвилин. Деколи рекомендують для кращої екстракції на час настоювання помістити чайник у гарячу духовку або в мікрохвильову піч, щоб він не холонув або навіть продовжував кипіти — на відміну від чаю, ройбуш нормально переносить кип'ятіння. Дозування сухого ройбуша приблизно відповідає дозуванню чорного чаю — одна-дві чайні ложки на чашку. «Чаїнки» ройбуша дуже щільні, процес екстракції досить тривалий, тому ройбуш цілком можна заварювати декілька разів, причому при повторних заварюваннях напій виходить майже таким, як і при першому.

### Еспресо з ройбуша
Південноафриканець Карл Преторіус винайшов оригінальний спосіб приготування ройбуша — в кавоварці для еспресо. Йому вдалось отримати «еспресо з ройбуша» — напій, зовні схожий на каву еспресо, з «шапочкою» піни, дуже міцний (міцність збільшується через те, що ройбуш при приготуванні розмелюється, що дає набагато кращу екстракцію), цегельно-червоного кольору з шафрановим відливом. Преторіус запатентував свій винахід, а пізніше з'явилися й інші розробки «кавового» напрямку — червоний капучино, червоний лате, червоний еспресо з льодом.

## Склад і властивості

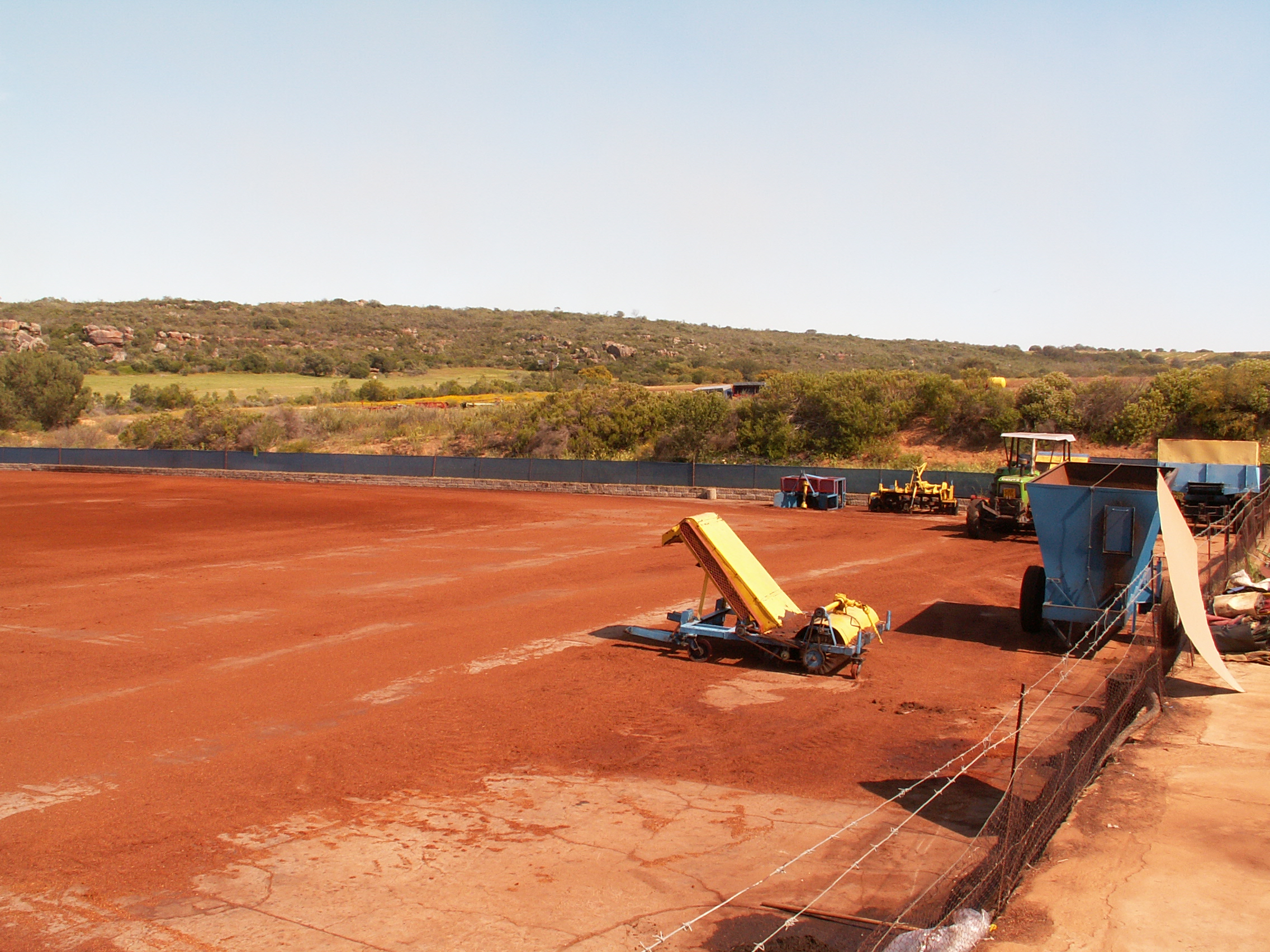
Плантації ройбуша

Всупереч поширеній думці ні зелений, ні ферментований ройбуш не містить вітаміну C. Ройбуш також не є джерелом значної кількості мікроелементів, за винятком фтору і міді. Так одна чашка ройбуша (3 г сухої заварки) містить:
- 0,07 мг заліза;
- 1,67 мг магнію;
- 0,22 мг фтору;
- 0,04 мг марганцю;
- 7,12 мг калію;
- 6,16 мг натрію;
- 1,09 мг кальцію;
- 0,04 мг цинку;
- 0,07 мг міді.

Дослідження, проведені в Японії, встановили високий вміст у ройбуші антиоксидантів і підтвердили його корисність як допоміжного засобу при лікуванні ряду захворювань. Ройбуш добре втамовує спрагу і тонізує. На відміну від чаю і кави, ройбуш не містить кофеїну, тому він може використовуватись як заміна цих напоїв для людей, яким кофеїн протипоказаний. Тому ройбуш може без обмежень вживатися маленькими дітьми. Наявність у складі ройбуша глюкози робить його смак солодкавим без використання цукру або його замінників. Також ройбуш застосовують в Африці для полегшення кольок у новонароджених.